# Jórgosz Kukulákisz
Jórgosz Kukulákisz (görögül: Γιώργος Κουκουλάκης) (1944 – 2020. április 26.) görög nemzetközi labdarúgó-játékvezető.

## Pályafutása

### Nemzeti kupamérkőzések
Vezetett Kupa-döntők száma: 1.

#### Szuper Kupa
A görög JB elismerve szakmai felkészültségét, megbízta a döntő mérkőzés koordinálásával.
| Időpont             | Helyszín                      | Mérkőzés típusa | Mérkőzés                                    | Eredmény |
| ------------------- | ----------------------------- | --------------- | ------------------------------------------- | -------- |
| 1988. augusztus 24. | Spyridon Louis Stadion, Athén | döntő           | PAE AÉ Láriszasz 1964–PAE Panathinaikósz AÓ | 1 : 3    |

### Nemzetközi játékvezetés
A Görög labdarúgó-szövetség Játékvezető Bizottsága (JB) terjesztette fel nemzetközi játékvezetőnek, a Nemzetközi Labdarúgó-szövetség (FIFA) 1987-től tartotta nyilván bírói keretében. Több nemzetek közötti válogatott és klubmérkőzést vezetett, vagy működő társának partbíróként segített. A görög nemzetközi játékvezetők rangsorában, a világbajnokság-Európa-bajnokság sorrendjében többedmagával a 6. helyet foglalja el 3 találkozó szolgálatával. Az aktív nemzetközi játékvezetéstől 1990-ben a FIFA 45 éves korhatárát elérve búcsúzott.

#### Világbajnokság
A világbajnoki döntőhöz vezető úton Olaszországba a XIV., az 1990-es labdarúgó-világbajnokságra a FIFA JB bíróként alkalmazta.
| Időpont              | Helyszín                     | Mérkőzés típusa           | Mérkőzés           | Eredmény | Nézők száma |
| -------------------- | ---------------------------- | ------------------------- | ------------------ | -------- | ----------- |
| 1988. december 11.   | Nemzeti Stadion, Ta’ Qali    | előselejtező (6. csoport) | Málta–Magyarország | 2 : 2    | 9 964       |
| 1989. szeptember 20. | Maladière Stadion, Neuchâtel | előselejtező (7. csoport) | Svájc–Portugália   | 1 : 2    | 18 400      |

#### Európa-bajnokság
Az európai-labdarúgó torna döntőjéhez vezető úton Német Szövetségi Köztársaságba a VIII., az 1988-as labdarúgó-Európa-bajnokságra az UEFA JB játékvezetőként foglalkoztatta.
| Időpont            | Helyszín                 | Mérkőzés típusa           | Mérkőzés    | Eredmény | Nézők száma |
| ------------------ | ------------------------ | ------------------------- | ----------- | -------- | ----------- |
| 1987. november 15. | Nemzeti Stadion, Ta'Qali | előselejtező (2. csoport) | Málta–Svájc | 1 : 1    | 7 112       |

## Családi kapcsolat
Mikhálisz Kukulákisz FIFA JB édesapja.